# Heggedal
Heggedal este o localitate din comuna Asker, provincia Akershus, Norvegia, cu o suprafață de 2,04 km² și o populație de 4.144 locuitori (2013).